# Jardin Damia
Jardin Damia är en park vid Rue Robert-et-Sonia-Delaunay i Quartier Sainte-Marguerite i Paris elfte arrondissement. Parken är uppkallad efter den franska sångerskan och skådespelerskan Marie-Louise Damien, kallad Damia (1892–1978). Parken invigdes år 1997.

## Bilder
| - Jardin Damia. - Parkens skylt. - Jardin Damia. |

## Omgivningar
- Saint-Jean-Bosco
- Jardin Émile-Gallé
- Allée Neus-Català
- Passage du Bureau

## Kommunikationer
- Tunnelbana – linje  – Alexandre Dumas
- Busshållplats Charonne – Bagnolet – Paris bussnät, linje 76

### Webbkällor
- ”Jardin Damia” (på franska). Paris.fr. Arkiverad från originalet den 9 oktober 2022. https://archive.ph/Rk7iy. Läst 9 oktober 2022.
- ”Jardin Damia (11ème arrondissement)”. Les rues de Paris. https://web.archive.org/web/20180309210010/http://www.parisrues.com/rues11/paris-11-jardin-damia.html. Läst 9 oktober 2022.